# 치싱산

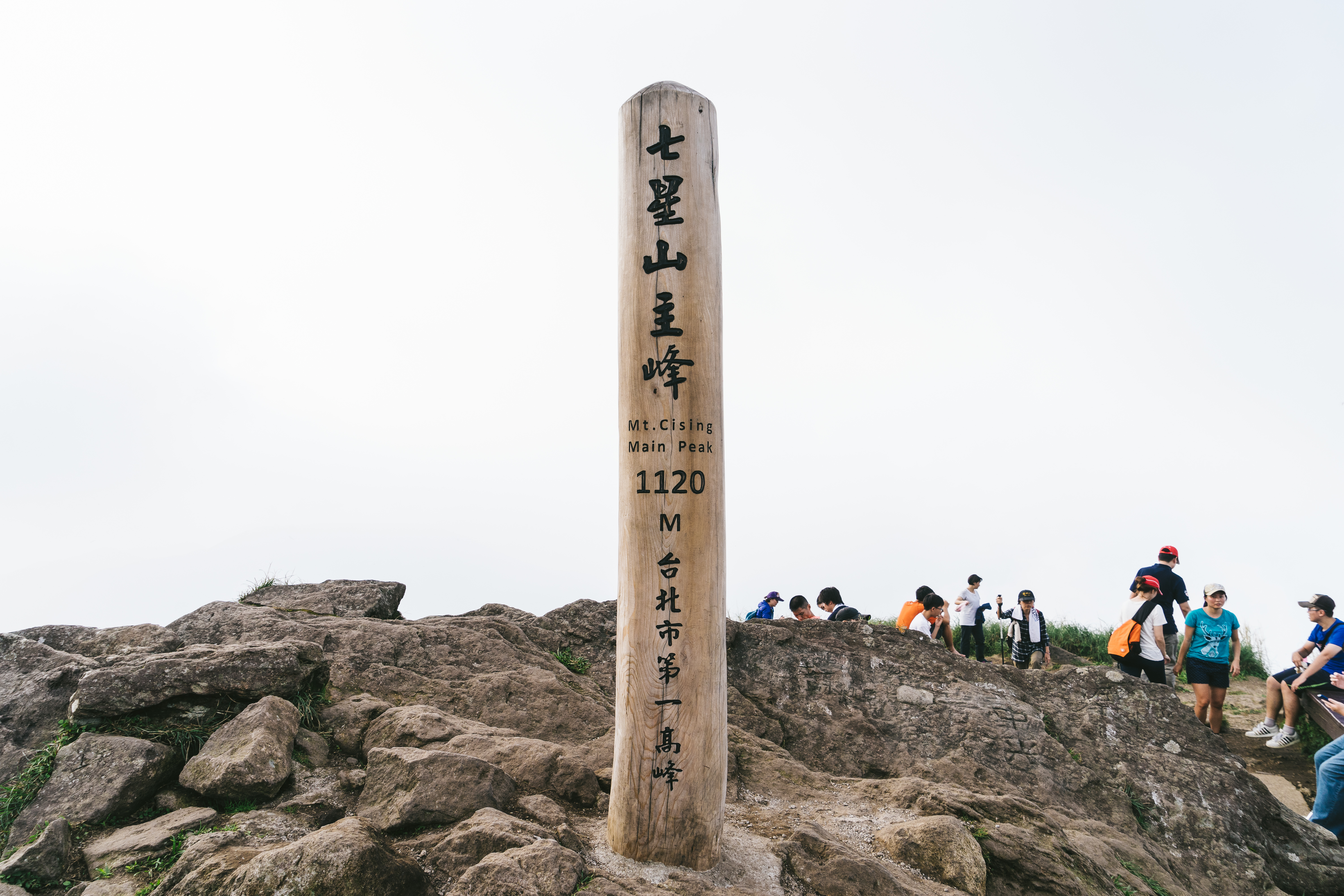

치싱산(중국어: 七星山)은 타이완 타이베이시 뒷쪽에 자리잡고 있는 양밍 산 화산군에서 가장 높은 해발 1,120m의 화산이다. 이 화산은 활화산이다. 마지막 분화는 700,000년 전에 있었다. 이 분화의 흔적으로 화산체에 소유갱이라는 분화구가 있다. 소유갱에서는 아직도 유황 연기가 나온다. 성층 화산이다.